# Diskbryum
Diskbryum (Bryum riparium) är en bladmossart som beskrevs av Ingebrigt Severin Hagen 1908. Diskbryum ingår i släktet bryummossor, och familjen Bryaceae. Arten har ej påträffats i Sverige. Inga underarter finns listade i Catalogue of Life.